# Gareth Davies (rugby à XV, 1955)
Pour les articles homonymes, voir Gareth Davies.

a Compétitions nationales et continentales officielles uniquement.

b Matchs officiels uniquement.
William Gareth Davies, né le 29 septembre 1955 à Carmarthen, est un joueur de rugby à XV sélectionné avec le pays de Galles au poste de demi d'ouverture. 
Depuis avril 2014, il est le représentant de la Fédération galloise de rugby à XV au sein du comité directeur de l'EPCR.

## Carrière
Il dispute son premier test match le 11 juin 1978, contre l'Australie, et son dernier contre la France, le 30 mars 1985. Davies est cinq fois capitaine de l'équipe du pays de Galles en 1981-1982.
Il dispute un test match avec les Lions en 1980 lors d'une tournée en Afrique du Sud. À l’occasion de ce match perdu 19 à 26, le deuxième test sur quatre, il se blesse au genou.

## Palmarès
- Vainqueur du Tournoi des Cinq Nations en 1979

## Statistiques en équipe nationale
- 21 sélections en équipe nationale (+ 1 non officielle).
- 38 points (1 transformation, 5 pénalités, 7 drops).
- Sélections par année : 3 en 1978, 4 en 1979, 4 en 1980, 3 en 1981, 4 en 1982, 3 en 1985.
- Cinq Tournois des Cinq Nations disputés : 1979, 1980, 1981, 1982, 1985.